# Batalla de Stiklestad
La batalla de Stiklestad (en danés: Slaget ved Stiklestad, en nórdico antiguo: Stiklarstaðir) es una de las más famosas batallas en la historia de Noruega. En esta batalla, librada en 1030, el rey Olaf II el Santo (Óláfr Haraldsson) perdió la vida y fue posteriormente canonizado.

## Preliminares
A lo largo del siglo IX, Noruega estuvo gobernada por diferentes caudillos vikingos que controlaban sus propios territorios de forma autónoma si no independiente. Al final del siglo IX, el rey Harald I de Noruega (Haraldr Hárfagri) consiguió, en gran medida por su alianza con Sigurd Håkonsson de Nidaros, gran poder militar para subyugar los microrreinos, creando el primer Estado noruego unificado.
Los jarls de Lade y varios descendientes del rey Harald I destinaron gran parte del nuevo siglo a luchas intestinas por el poder. En la misma medida que los poderes políticos, la religión también jugó su papel en los conflictos, ya que dos de los descendientes de Harald, Haakon I el Bueno y Olaf Tryggvason, intentaron la conversión más o menos forzada de los entonces paganos noruegos al Cristianismo. En el año 1000, el jarl Eirik Håkonsson en alianza con el rey Svend I de Dinamarca tomó el poder real de Noruega. En 1015, Olaf Haraldsson, proclamado descendiente de Harald I de Noruega, regresó de una de sus expediciones vikingas y fue inmediatamente elegido rey de Noruega (ver Olaf II el Santo). En 1016, ganó la batalla de Nesjar contra los jarls de Lade.
El éxito de Olaf Haraldsson para la conquista de la corona noruega se debió sobre todo a que los daneses estaban por entonces muy ocupados con sus expediciones, luchas y asentamientos en Inglaterra; sin embargo, en 1028 Canuto el Grande confirmó alianzas con los jarls de Lade y Olaf se vio forzado al exilio en Novgorod (Garðaríki). En 1029 el último jarl de Lade, Håkon Sigurdsson, murió y Olaf regresó a Noruega para recuperar el trono y el reino.

## La batalla

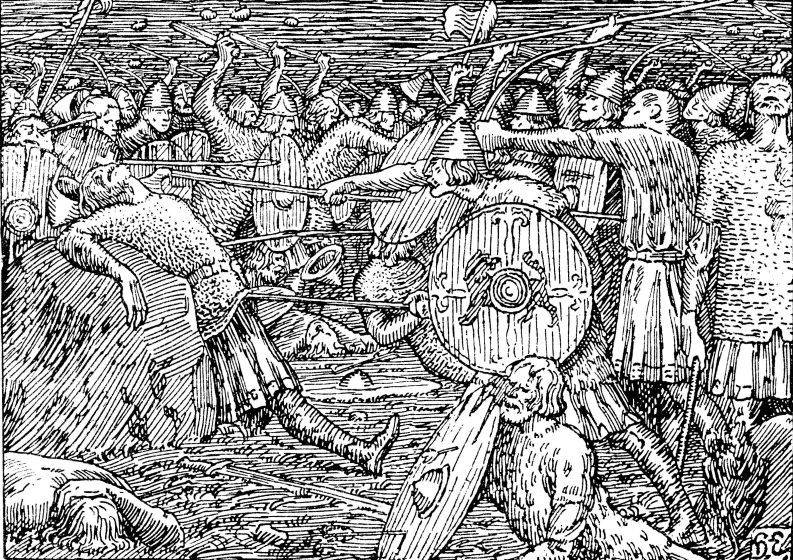
Derrota del rey Olaf II de Noruega.

Según algunas sagas, atravesó Suecia con 3600 hombres armados, cruzando el valle de Verdal, unos 80 km al norte de la ciudad de Trondheim. Olaf y sus hombres llegaron a Stiklestad, una granja en la zona más baja del valle. Aquí fue donde tuvo lugar la batalla, como describió 200 años más tarde Snorri Sturluson en su famoso escrito Heimskringla.
En Stiklestad, Olaf encontró un ejército de combatientes liderados por Hårek av Tjøtta, Thorir Hund de Bjarkøy y Kalv Arnesson, líder bóndi del campesinado libre. El ejército campesino lo formaban cientos de cientos según Snorri, unos 14 000 efectivos.
Snorri cita que el grito de batalla de los hombres de Olaf era:
Fram! Fram! Kristmenn, krossmenn, kongsmenn ('Adelante, adelante, hombres de Cristo, hombres de la Cruz, hombres del rey');
mientras que el correspondiente del ejército opositor era:
Fram! Fram! Bonder ('Adelante, adelante, granjeros').
Durante el choque armado, Olaf recibió tres heridas serias —en la rodilla, en el cuello y un tercer golpe mortal en el corazón— y murió apoyado en una gran piedra. Su cuerpo fue recuperado y secretamente enterrado en los bancos de arena del río Nidelva, al sur de Trondheim.

## Consecuencias

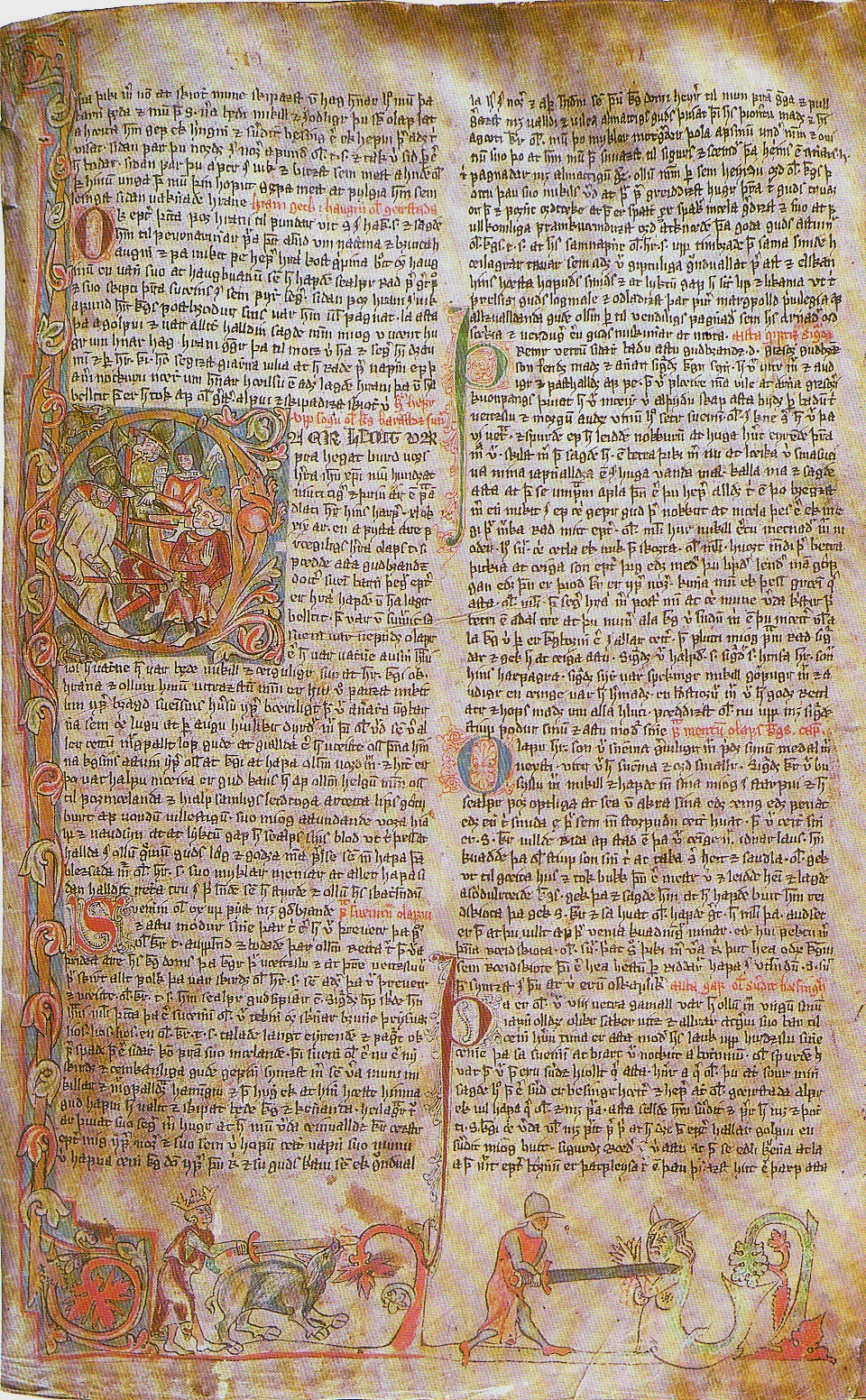
Muerte de San Olaf en la batalla de Stiklestad en Flateyjarbók. Siglos -

Un año después de la batalla, el féretro fue desenterrado y según Snorri Sturluson el cuerpo estaba incorrupto, habían crecido sus cabellos y las uñas mientras estuvo enterrado. El féretro fue trasladado a la iglesia de St. Klement en Trondheim. Olaf comenzó a ser venerado como santo y se le concedió el nombre de San Olaf (Olav den Hellige). Se levantó la iglesia de Stiklestad (Stiklestad kyrkje) en la misma piedra donde murió. La piedra todavía permanece supuestamente en el interior del altar.
Cien años más tarde se construyó la catedral de Nidaros en Trondheim, en el lugar del sepulcro original. El cuerpo de Olaf se trasladó de nuevo y su cuerpo fue venerado en un relicario de plata tras el altar mayor. El relicario tenía la forma de una iglesia en miniatura, común en los relicarios medievales que contenían los cuerpos completos de sus santos, pero era único por mostrar cabezas de dragón en el ápice como las tradicionales iglesias noruegas. En el siglo XVI, durante el periodo de la Reforma Protestante, el cuerpo fue retirado del relicario, que fue fundido para acuñar monedas de plata por orden del rey noruego-danés. Sus restos fueron enterrados en algún lugar de la catedral de Nidaros — exactamente "donde" es aún un misterio sin resolver. Josefina de Leuchtenberg, consorte del rey Oscar I de Noruega y Suecia, solicitó al rey Federico VII de Dinamarca la única reliquia conocida de San Olaf (un cúbito depositado en un relicario medieval del Museo Nacional de Dinamarca), que le concedió sin contemplaciones y ella a su vez lo depositó en la catedral de San Olaf (Sankt Olav domkirke) en Oslo en agosto de 1862.

## Evaluación

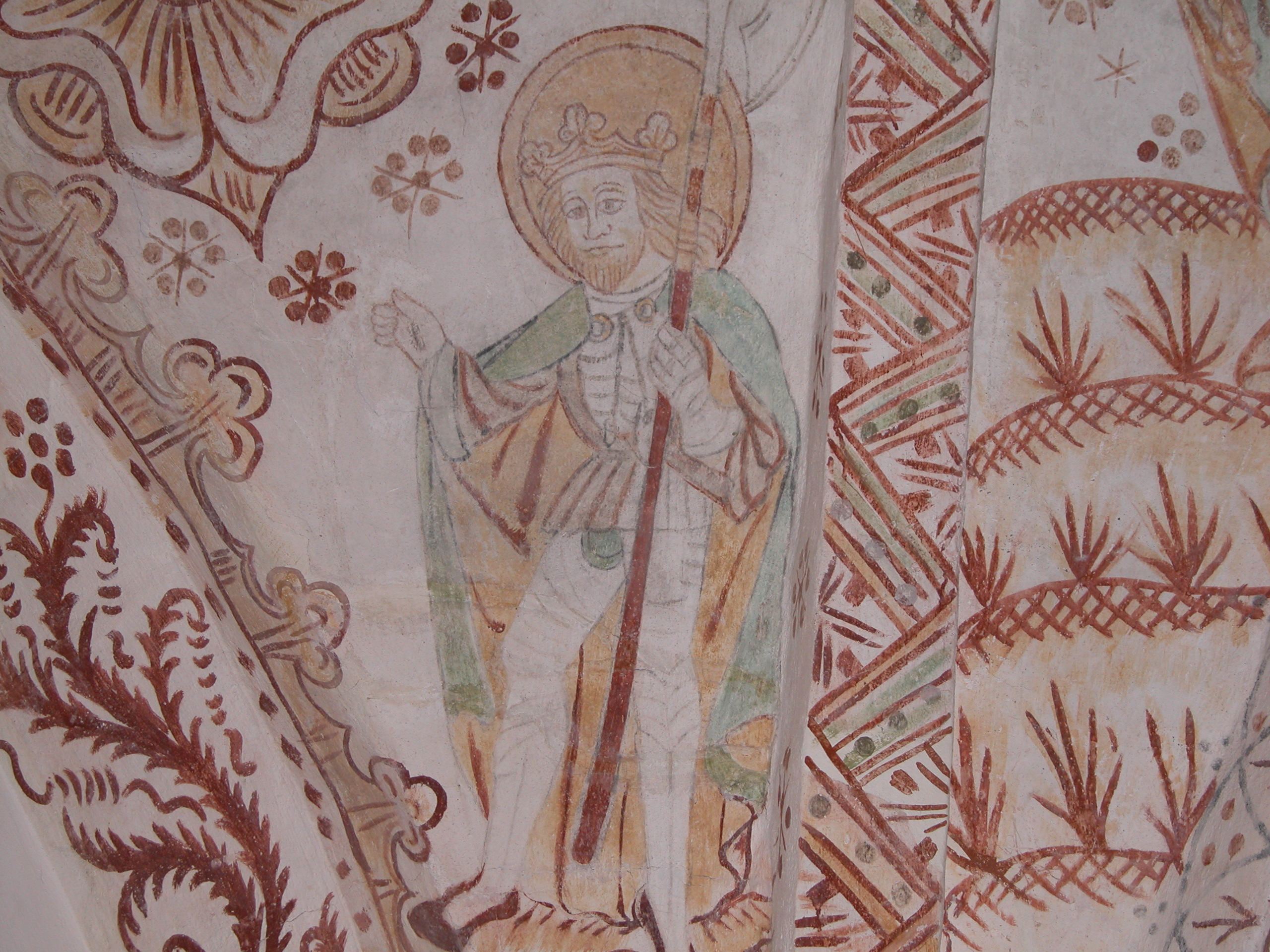
Imagen de San Olaf en la parroquia de Skivholme

Snorri describió la grandeza de Olaf en Heimskringla para una lectura épica, y gran parte de esa grandeza es criterio del escritor. En Gardariki, Olaf solo tuvo apoyo de sus partidarios más leales y cercanos.
No se podía esperar un reclutamiento más amplio y variopinto en Suecia mientras atravesaba los despoblados valles y de vez en cuando se les unían grupos de felones en su camino a Verdal. El reclutamiento de ladrones y delincuentes no era una sorpresa para los paganos politeístas opuestos a Olaf y su obsesión por la conversión forzada, asesinando y torturando a los jarls regionales y caudillos, aterrorizando a la población hasta conseguir que aceptasen el cristianismo. De hecho, no se sabe por qué Olaf escogió el camino más difícil y hostil de Trøndelag, en lugar de unirse a sus familiares y aliados políticos en la zona oriental de Noruega, es un misterio sin resolver. Quizás fuese una apuesta fuerte por Nidaros con la esperanza de ser aceptado por el campesinado y que respaldaran su reclamación al trono.
Por otro lado, la oposición, básicamente compuesta por nobles y grandes latifundistas bajo influencia de Canuto el Grande, no pudo tener mucho tiempo para reunir un gran ejército. Cuando fueron alertados de la presencia de Olaf, debieron responder rápidamente cuando Olaf se encontraba relativamente lejos del valle. Por lo tanto, era más una improvisada leva que una complicada logística que habría sido necesaria para reunir a un ejército de 10 000 hombres.
Aquellos que pudieron movilizar un ejército a gran escala y no lo hicieron, como los influyentes nobles de Trøndelag (por ejemplo, Einar Tambarskjelve), fueron notables ausencias en ambos bandos. También, un campo de batalla que enfrentó a cerca de 20 000 hombres debería desembocar en un rico lecho arqueológico; pero en Stiklestad, los hallazgos son más bien escasos. No obstante, es algo común en Noruega, país de suelo rocoso no muy apto para la arqueología militar, diferente al suelo inglés y continental, además las lecturas e interpretaciones sobre los posibles emplazamientos son generalmente inciertos como es el caso de muchas de las batallas mencionadas en las sagas donde es imposible determinar el número total de combatientes.
El verdadero papel de Olaf en la historia de Noruega comenzó precisamente con su muerte. Mientras la nobleza y los terratenientes habían esperado una mejora de su posición con el retiro del agresivo Olaf, pasó exactamente lo contrario. Las relaciones del gobierno de la consorte de Canuto y su hijo menor de edad Sveinn Knútsson eran agresivas con la población y la Iglesia (tradicional aliada de Olaf), fue sometida. Por lo tanto, la situación que acentuó la figura del rey mártir frente a las privaciones infligidas por la corona sucesoria danesa, fue caldo de cultivo para la figura de un santo mártir, necesaria para la construcción nacional de una Noruega todavía nacionalmente inmadura, pero con un pasado latente donde la ética del guerrero vikingo y los dioses y diosas todavía era muy reverenciada. Según Snorri, hasta la naturaleza colaboró, cuando el mismo día de la batalla coincidió con un eclipse solar casi total, como reflejó en la descripción de un "sol rojo desdichado de pura sangre", interpretando un cierto mal presagio de las desgracias por venir. Sin embargo, el eclipse tuvo lugar a las 14:00 PM del 31 de agosto ese año, que difiere de la fecha tradicional de la batalla (el 29 de julio).
Olaf, un gobernante bastante obstinado e imprudente, propenso a torturar y asesinar aquellos que rechazaron rendirse al Cristianismo, irónicamente se convirtió en santo patrón de Noruega. Su canonización fue realizada sólo un año después de su muerte por el obispo de Nidaros. El culto de Olaf no sólo unificó el país, también desembocó en la conversión de la nación, algo por el cual el rey había luchado ferozmente. El rey Olaf, — "perpetuus rex normanni", el rey eterno de los noruegos — consiguió un poder de unificación que ningún monarca extranjero sería capaz de deshacer. Canuto, más ocupado por la tarea de gobernar Inglaterra, dejó la administración de Noruega durante los cinco años posteriores a la batalla a su hijo Sveinn Knútsson. Sin embargo, cuando el hijo ilegítimo de Olaf, Magnus I de Noruega (apodado "el Bueno"), reclamó el trono noruego, Canuto tuvo que ceder y así, siguió un siglo de prosperidad y expansión que duró lo justo para desembocar en otra guerra civil sobre la sucesión del reino.

## Cultura popular

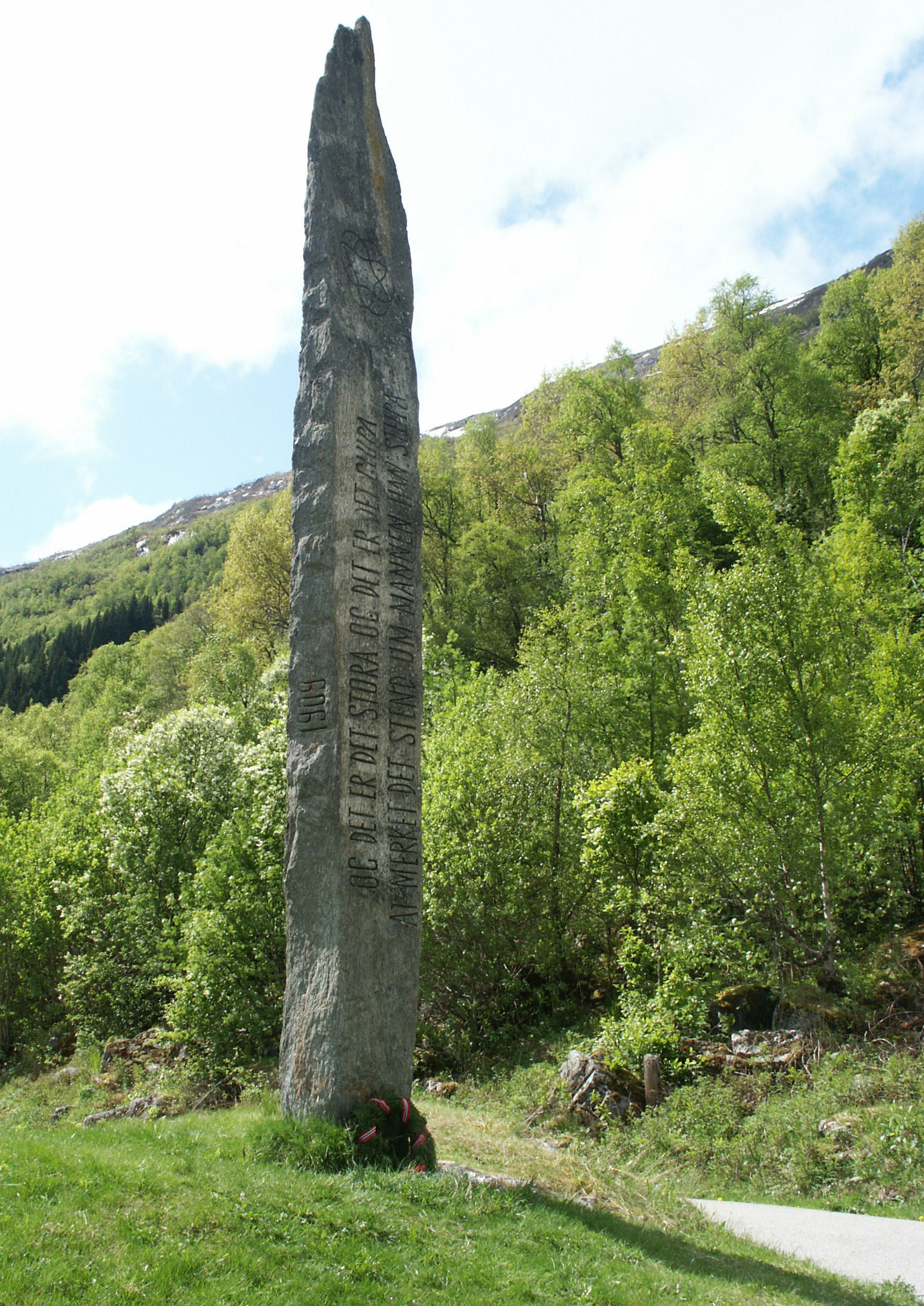
Memorial Per Sivle de Stalheim

En 1901, el poeta Per Sivle escribió un poema sobre Tord Foleson, el portaestandarte del rey Olaf en la batalla. Foleson tuvo ocasión de plantar el estandarte antes de morir, y permaneció en pie durante toda la batalla, incluso tras la caída del rey. Fue restaurado por la población local durante siglos, y un monumento memorial se levanta actualmente en el lugar. La más famosa frase del poema, Merket det stend, um mannen han stupa ('El símbolo permanece, incluso cuando cae el hombre'), está escrito en el memorial de Stalheim, Noruega. También está escrito en un muro del memorial dedicado a las víctimas del campo de concentración de Bergen-Belsen.
El drama de San Olaf (noruego: Spelet om Heilag Olav) es una obra teatral al aire libre que se celebra todos los años a finales de julio en Stiklestad desde 1954 y actualmente es el acontecimiento teatral en exteriores más multitudinario de Escandinavia. La obra fue escrita por Olav Gullvåg y reproduce los acontecimientos de la batalla.